# Carlo Barbuto
Carlo Barbuto (Venaria Reale, 27 agosto 1967) è un kickboxer italiano.
Carlo Barbuto è stato Campione Mondiale di Kick Boxing (WAKO PRO) per 3 volte consecutive, dal 1995 al 1997. Nel 2000 si è aggiudicato nuovamente il titolo di Campione Mondiale (campionato ISKA).

## Biografia
Carlo Barbuto inizia a praticare arti marziali all'età di 10 anni a Torino. A 16 anni si allena, tra Rapallo e Torino, con il maestro coreano Shin Dae Woung, grazie al quale vince 6 titoli nazionali di Kung Fu.
All'età di 18 anni, desideroso di ampliare il proprio bagaglio di conoscenza decide di interrompere la pratica del Kung Fu e si dedica allo sport da combattimento, nelle specialità di Kyuk Too Ki, Thai Boxe e 
Iniziaquindi ad allenarsi alla Panza Gymnotheque di Strasburgo e, grazie al suo impegno, alla sua determinazione e all'aiuto del suo maestro André Panza, nel 1993, si guadagna il titolo di Campione Europeo.
Pur continuando la propria carriera come professionista, Barbuto alterna momenti di allenamento al lavoro come istruttore in palestra. Nello stesso anno (1993) apre a Torino la Panza Gym ed inizia a organizzare eventi sportivi a proprie spese.
Nel 1995 diventa Campione del Mondo di Kick boxing e mantiene il titolo fino al 1997. Negli stessi anni la sua palestra inizia a forgiare campioni europei e mondiali come Ben Aazizi, Paolo Barvero, Patrick Carta, Filippo Cinti.
Nel 2000 si aggiudica nuovamente il titolo di Campione Mondiale di Kick boxing (ISKA). Subito dopo interrompe le competizioni agonistiche per dedicarsi all'insegnamento presso la sua Palestra Panza Gym Torino. Nel 2006 si trasferisce in una sede più grande e cambia il nome della palestra in “Thai Boxe Torino” con la quale Carlo Barbuto continua a formare svariati campioni:
- Paolo Florio, campione nazionale Thai Boxe;
- Filippo Solheid, campione nazionale e europeo di Muay Thai;
- Christian Zhae[3], campione nazionale italiano di Muay Thai (FIKB, anno 2012), campione nazionale polacco di Muay Thai (WPMF, anno 2012), campione mondiale di K1 (WKN, anno 2015)
- Lucian Danilencu[3], campione mondiale nelle specialità Thai Boxe e K-1.

Carlo Barbuto è uno dei fondatori di Fight1 e attualmente ricopre le cariche di consigliere, team manager e direttore tecnico della Nazionale Italiana di Muay Thai.
Carlo Barbuto è promotore e organizzatore di eventi dedicati agli Sport da Combattimento. Dal 1993 al 2007 ha organizzato “Torino vs resto del Mondo” e campionati mondiali di Kick Boxing. Dal 2007 in poi organizza, insieme ad Alex Negro, Thai Boxe Mania, uno show che vede i migliori combattenti italiani e lottatori da tutto il mondo affrontarsi sul ring nelle discipline Muay Thai, Kyuk Too Ki, MMA e K1.
Thai Boxe Mania si svolge a gennaio di ogni anno e viene trasmesso da diverse televisioni nazionali ed internazionali.